# Mostellaria
La Mostellaria ((Commedia) del Fantasma) è una commedia di Plauto, inserita nel ciclo della beffa. 

## Caratteristiche
La Mostellaria è una delle più note commedie plautine. Essa presenta, in forma semplificata, gran parte degli elementi fondamentali della comicità plautina: motori della vicenda sono infatti l'inganno, i vizi umani e le astuzie di un servus callidus, uno schiavo furbo che tenta di volgere gli eventi nefasti a proprio favore. Viene dunque satirizzato il mos maiorum, in quanto molti personaggi rappresentano veri e propri capovolgimenti delle virtù tradizionali romane. Per enfatizzare questa componente, la commedia si svolge ad Atene: ai tempo di Plauto, la società greca veniva vista come dissoluta e piena di vizi, al contrario di quella romana; nel testo si fa infatti largo uso del termine pergraecari, ossia "gozzovigliare alla maniera greca". La narrazione è inoltre piena di battute a doppio senso ed oscene, spesso di difficile traduzione.

## Personaggi principali
I personaggi della commedia sono dinamici, irriverenti e volgari. Ogni personaggio ha dietro di sé uno studio psicologico approfondito, che spesso si palesa nel lessico che adopera o addirittura nell'etimologia del nome che porta; in altre parole, i personaggi sono dotati di nomi parlanti, tipici della commedia plautina.
- Teopropide (Theopropides): è il vecchio padre di Filolachete, nonché padrone di Tranione. Secondo i canoni del mos maiorum egli dovrebbe incarnare il ruolo del Pater familias; in realtà egli finisce per essere il pappus rimbambito e vizioso della fabula atellana, ingenuo e credulone al punto di cadere nei continui inganni di Tranione: il suo nome, che vuol dire "figlio di indovino", si contrappone ironicamente alla lentezza con cui egli capisce le trame ordite a suo danno. Avido e bisbetico, è mosso dagli interessi e dalla propria avarizia.
- Filolachete (Phylolaches): figlio di Teopropide e padrone di Tranione, il suo nome significa "amico della Sorte", sebbene nella commedia gli capitino molte sfortune. Un tempo atletico e studioso, dopo la partenza del padre è divenuto pigro, spendaccione e irresponsabile come il suo servo che lo inizia a una vita tra feste, bordelli e banchetti.
- Tranione(Tranio): è lo schiavo astuto ed ingannatore, vero protagonista della commedia; il suo nome significa "Trappola", in relazione alle trame ingannevoli che ordisce. Anziché incarnare l'ideale del servo fedele e devoto al padrone, egli è un traffichino scialacquatore e furbo per il proprio tornaconto personale, apparentemente preoccupato per il padrone ma in verità molto più in ansia per la sua stessa sorte, privo di dignità e di ideali positivi. Poiché è lui che amministra il destino di tutti i personaggi, è uno dei massimi esempi di servus callidus tipico delle commedie plautine.
- Grumione (Grumio): è lo schiavo rivale di Tranione. Il suo nome, che significa "zolla di terra", tradisce la sua origine campagnola; rappresenta il vero ideale di fedeltà e devozione che il Mos Maiorum attribuisce allo schiavo: è dunque il contraltare di Tranione, ma la sua parte è estremamente ridotta, in modo da far spiccare l'irriverenza di quest'ultimo. Come tutti i servi presenti nella commedia, egli fa uso di un lessico popolare.
- Callidamate (Callidamas): è il miglior amico di Filolachete; sebbene il suo nome assoni con callidus amans ("amante furbo"), egli è quasi sempre in preda all'ebbrezza, tanto da incarnare lo stereotipo dell'ubriacone.
- Filemazia (Philemation), talvolta reso in italiano con Filemazio o Filomazio: è la flautista-prostituta amata da Filolachete, il quale si indebita con Misargiride per liberarla. Il suo nome rimanda alla dolcezza dei baci amorosi (dal greco φίλημα, spesso reso in latino col calco filema, -tis); è una ragazza bella ma ingenua e vanesia.
- Scafa (Scapha): è un'ex-prostituta, ora serva di Filemazia; il suo nome ha a che fare con le navi e i battelli, probabilmente perché l'attore che la portava in scena doveva assumere un andamento ondeggiante, in relazione alla vecchiaia del personaggio. Nei dialoghi con la padrona emerge il suo pensiero cinico e arrivista: Scafa è infatti avida e disincantata; odia (ricambiata) Filolachete, poiché in gioventù ha ricevuto una delusione amorosa.
- Misargiride (Misargyris): è un usuraio avido e senza scrupoli. Il suo nome, ironicamente, significa "odiatore del denaro".
- Delfia (Delphium), talvolta reso in italiano con Delfio: prostituta amata da Callidamate; il suo nome rimanda alla città di Delfi e dunque al celebre Oracolo, forse in relazione all'ingenuità delle sue sentenze.
- Simone (Simo): è il proprietario della casa vicina a quella di Teopropide, ingenuo al punto da cadere facilmente negli inganni di Tranione ed esserne inconsapevolmente parte. Il suo nome, pur simile a quello di importazione ebraica (non diffuso ai tempi di Plauto), trova in realtà etimo dal verbo latino simo, -as ("io schiaccio"), da cui l'aggettivo simo, -nis ("schiacciato, piatto"). Probabilmente è riferito al naso camuso della maschera che in genere caratterizzava un personaggio sciocco.
- Fanisco, Pinacio e Sferione (Phaniscus, Pinacium, Sphaerio): servi di Callidamate e Filolachete, i cui nomi significano rispettivamente "torcia", "tavoletta votiva" e "sfera di bronzo"; l'ironia sta nel fatto che si tratti di tre oggetti adoperati in ambito sacrale, mentre i servi si trovano ad accudire i loro padroni nel corso di un'orgia.

## Trama
L'intero dramma si svolge nella città di Atene, in un ricco quartiere tra il Pireo e l'agorà.

### Atto primo
Nel cortile della casa Tranione e Grumione litigano, riassumendo i fatti antecedenti al momento in cui la scena si svolge: Teopropride, il padrone dei due servi, è partito per l'Egitto lasciando il figlio Filolachete da solo; questi ha approfittato dell'assenza del padre per darsi a una vita smodata, sperperando il patrimonio di famiglia. Lo stesso Filolachete, in un monologo, racconta quanto fosse assennato in precedenza, e come adesso sia stato corrotto dalla propria avidità. Il giovane si nasconde per spiare Filemazia, che si sta facendo bella per un banchetto cui prenderà parte con Filolachete, il suo amico Callidamate e l'amante di questi, Delfio. Scafa, la sua serva, non perde occasione di manifestare il proprio astio nei confronti di Filolachete, mettendo in evidenza l'ingenua vanità di Filemazia. Filolachete interviene per zittirla, poi con l'amante raggiunge gli altri amici e il banchetto ha inizio.

### Atto secondo
Mentre i presenti fanno festa sopraggiunge Tranione, il quale ha appena appreso del ritorno di Teopropide. Filolachete si dispera al pensiero di affrontare la collera di suo padre, ma l'astuto servo ha un'idea: sbarra la porta di casa chiudendoci dentro i banchettanti e corre incontro a Teopropide, al quale racconta che la dimora è infestata dal fantasma di un uomo ucciso molti anni prima dal precedente padrone: il vecchio crede alle sue parole e scappa terrorizzato.

### Atto terzo
Tranione ritrova Teopropide nell'agorà, e dissipa con abilità tutti i dubbi nutriti dal vecchio. I due si imbattono poi nell'usuraio Misargiride, il quale aveva prestato a Filolachete il denaro per riscattare Filemazia; questi pretende dal servo che il debito venga ripagato subito e con forti interessi. Venuto così a sapere del prestito, Teopropide fiuta l'inganno; Tranione gli fa allora credere che i soldi siano serviti a comprare una nuova dimora, in sostituzione di quella vecchia ormai resa inabitabile dal fantasma. Teopropide ci casca di nuovo, e si lascia portare dal servo in quella che viene spacciata per la casa acquistata da Filolachete; in realtà essa appartiene al ricco ma ingenuo Simone. Tranione riesce a ingannare anche quest'ultimo, facendogli credere che si tratti di una visita di cortesia.

### Atto quarto
Teopropide si dichiara contento della casa acquistata, ed elogia suo figlio e Tranione. Dopo che questi si è allontanato, tuttavia, il vecchio incontra per caso Fanisco e Pinacio, schiavi di Callidamate, che si lamentano di non riuscire a raggiungere il loro padrone chiuso nella casa di Filolachete. Parlando con loro, Teopropide scopre finalmente tutti gli inganni di Tranione e decide di vendicarsi.

### Atto quinto
Tranione si rende conto di non poter più nascondere il suo inganno: dopo aver fatto fuggire Filolachete e gli altri banchettanti, si prepara ad affrontare la sua punizione. Teopropide arriva armato di frusta e si mette a inseguire Tranione, ottenendo la sua piena confessione. In quella sopraggiunge Callidamate: facendo leva sul sentimentalismo di Teopropide, ottiene il perdono di Filolachete e Tranione. Ristabilita la pace, Teopropide annuncia la fine della commedia e chiede al pubblico di applaudire.